# Helmut Lennartz
Helmut Lennartz – niemiecki as myśliwski z okresu drugiej wojny światowej. Odniósł trzynaście zwycięstw powietrznych, w tym osiem na myśliwcu odrzutowym Messerschmitt Me 262. 
Odniósł pierwsze zwycięstwo Me 262 nad samolotem bombowym Boeing B-17 Flying Fortress 15 sierpnia 1944.